# 로마의 휴일 (2017년 영화)
"로마의 휴일"은 2017년에 개봉한 대한민국의 영화이다.

## 캐스팅
- 임창정 : 강인한 역
- 공형진 : 진기주 역
- 정상훈 : 정두만 역
- 강신일 : 안 반장 역
- 김정팔 : 나성기 역
- 미스터 팡 : 태전 역
- 손민석 : 지배인 역
- 고동옥 : 전봉 역
- 서은아 : 애리 역
- 한소영 : 유란 역
- 장동직 : 특공대장 역
- 김용구 : 이 형사 역
- 안태랑 : 강 형사 역
- 임철형 : 서 국장 역
- 김두현 : 특공대원 1 역
- 이석원 : 특공대원 2 / 주방팀 역
- 박찬영 : 경찰청장 역
- 박민환 : 주방장 역
- 김연정 : 주방보조 1 역
- 박서은 : 주방보조 2 역
- 한예나 : 간호사 역
- 박상혁 : 웨이터 1 / 특공대원 6 역
- 윤충 : 건달 1 역
- 배진웅 : 설까치웨이터 역
- 이영건 : 실외웨이터 역
- 김유진 : 나성기측젊은영자 역
- 한창현 : 금장현비서 1 역
- 김민성 : 박 기자 역
- 박현호 : 방송요원 역
- 김현숙 : 안반장부인 역
- 지엔 : 안반장딸 역
- 박종상 : 노신부 역
- 김주디 : 엠마 역
- 제이슨 : 넬슨 에스테판 역
- 육진수 : 나이트기도 역
- 박정호 : 대사관직원 역
- 정서영 : 고삐리 1 역
- 정주희 : 나이트아가씨 역
- 최지안 : 아줌마 1 역
- 하윤희 : 주부 1 역
- 배효원 : 인질녀 1 역
- 최슬기 : 인질녀 2 역
- 이자은 : 뭔빽이래?인질 역
- 감동길 : 인질 1 역
- 김시호 : 인질 2 역
- 조영지 : 인질 3 역
- 염철호 : 공무원 역
- 박경환 : 병원원장 역
- 배현경 : 보안요원 역
- 조단 : 현금수송요원 1 역
- 곽움 : 현금수송요원 2 역
- 마정필 : 현금수송팀장 역
- 금동현 : 인질가족위원장 역
- 박해빛나 : 인질가족부위원장 역
- 염동철 : 인질가족인터뷰 3 역
- 김영서 : 여주인 역
- 전익수 : 소방대장 역
- 박상훈 : 어린인한 역
- 이호준 : 어린기주 역
- 정현섭 : 어린두만 역
- 김한나 : 어린선영 역
- 유현성 : 경찰팀장 역
- 이선주 : 고삐리 2 역
- 강다현 : 고삐리 3 역
- 김경희 : 여경찰 역
- 알렉스 : 러시아무기거래 1 역
- 예프켄 : 러시아무기거래 2 역
- 모리엘 : 러시아무기거래 3 역
- 김종두 : 나성기기자 1 역
- 강혜경 : 나성기기자 2 역
- 이정수 : 뚱땡이중년남 역
- 지웅배 : 젊은인질 역
- 유주원 : 애리아들 역
- 어영자 : 애리노모 역
- 우영욱 : 안반장형사팀 1 역
- 전주우 : 안반장형사팀 2 역
- 임병우 : 특공대원 3 역
- 박우준 : 특공대원 4 역
- 김준우 : 특공대원 5 역
- 송영근 : 저격수 역
- 강귀은 : 못생긴여회사원 역
- 이재국 : 밴드마스터 역
- 박상우 : 밴드원 2 역
- 고경호 : 밴드원 3 역
- 이지수 : 밴드원 4 역
- 최경수 : 밴드드러머 역
- 이정호 : 건달 2 역
- 박세원 : 건달 3 역
- 김주한 : 건달 4 역
- 주혜민 : 무희 1 역
- 이윤우 : 무희 2 역
- 백지윤 : 무희 3 역
- 박은지 : 무희 4 역
- 윤용현 : 금장현보디가드 역
- 노재훈 : 금장현비서 2 역
- 이준희 : 던킨도너츠점장 역
- 이재은 : 슈퍼아줌마 역
- 정원태 : 구청직원 역
- 김학남 : 경찰 1 역
- 최태용 : 경찰 2 역
- 허나경 : 인질들 1 역
- 신예린 : 인질들 2 역
- 허유리 : 인질들 3 역
- 황재호 : 인질들 4 역
- 우재현 : 인질들 5 역
- 함정인 : 인질들 6 / 특공대원 7 역
- 김윤수 : 인질들 7 역
- 권소원 : 인질들 8 역
- 사우 : 인질들 9 역
- 임성환 : 인질들 10 역
- 김정인 : 인질들 11 역
- 전중재 : 인질들 12 / 특공대원 8 역
- 박준희 : 인질들 13 역
- 김동욱 : 인질들 14 역
- 윤진 : 인질들 15 역
- 김지예 : 인질들 16 역
- 박민주 : 인질들 17 역
- 이호수 : 인질들 18 역
- 신혜수 : 인질들 19 역
- 이유미 : 인질들 20 역
- 배득환 : 인질들 21 역
- 황윤성 : 풀려나는인질들 1 역
- 김정환 : 풀려나는인질들 2 역
- 박성진 : 풀려나는인질들 3 역
- 강현정 : 풀려나는인질들 4 역
- 박준영 : 풀려나는인질들 5 역
- 서정주 : 풀려나는인질들 6 역
- 유다영 : 풀려나는인질들 7 역
- 박예슬 : 풀려나는인질들 8 역
- 최기석 : 풀려나는인질들 9 역
- 지서아 : 풀려나는인질들 10 역
- 최윤빈 : 풀려나는인질들 11 역
- 이진샘 : 풀려나는인질들 12 역
- 전혜수 : 풀려나는인질들 13 역
- 이보라 : 풀려나는인질들 14 역
- 김미선 : 풀려나는인질들 15 역
- 이채희 : 풀려나는인질들 16 역
- 빈윤진 : 풀려나는인질들 17 역
- 황현정 : 풀려나는인질들 18 역
- 이주영 : 풀려나는인질들 19 역
- 정몽혜 : 풀려나는인질들 20 역
- 이채아 : 풀려나는인질들 21 역
- 우재원 : 기자 (목소리) 1 역
- 이진성 : 기자 (목소리) 2 역
- 알렉산드라 : 스웨덴입양아빠 역
- 알리샤 : 스웨덴입양엄마 역
- 진건 : 인질가족남자 역
- 조원빈 : 금장현보디가드 2 역
- 천승호 : 금장현보디가드 3 역
- 김보학 : 금장현보디가드 4 역
- 김건호 : 특공대원 9 역
- 손용운 : 특공대원 10 역
- 이종영 : 특공대원 11 역
- 지천배 : 특공대원 12 / 호텔경찰 1 역
- 박기태 : 특공대원 13 역
- 김헌철 : 특공대원 14 역
- 김범준 : 특공대원 15 역
- 장예찬 : 특공대원 16 / 인한병원경찰 1 역
- 정성목 : 인한병원경찰 2 역
- 박주민 : 호텔경찰 2 역
- 이석현 : 호텔주방장 역
- 이인수 : 호텔지배인 역
- 서주아 : 호텔소믈리에 역
- 김수연 : 피아니스트 역
- 강나연 : 바이올리니스트 역
- 김수지 : 첼리스트 역
- 정수용 : 교도관 역
- 정경호 : 최 형사 역 (우정출연)
- 박하선 : 강선영 역 (우정출연)
- 장광 : 금장현 회장 역 (특별출연)
- 박해미 : 원장수녀 역 (특별출연)
- 박희진 : 나성기부인 역 (특별출연)